# میکا لونزون

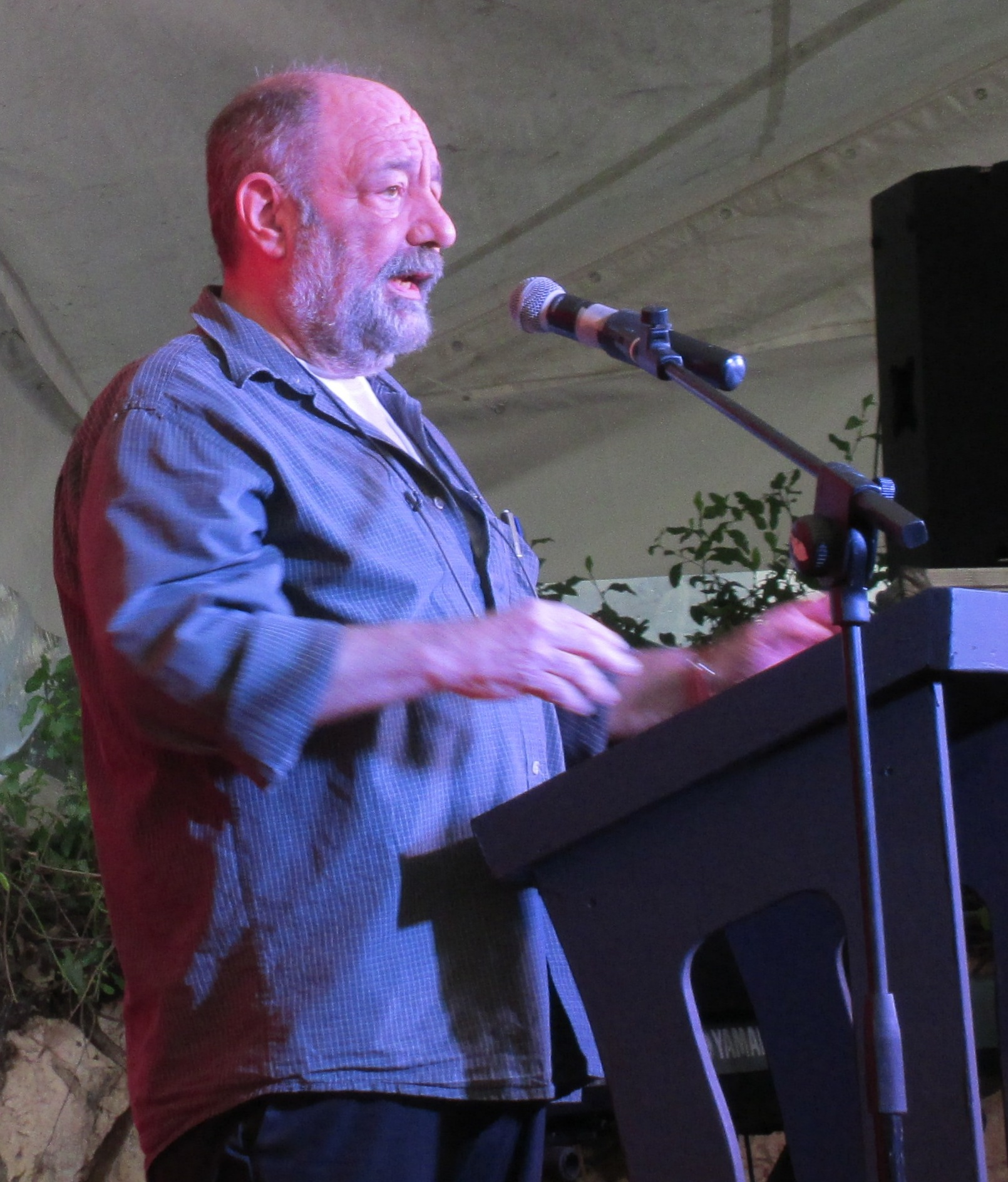
میکا لونزون - ۲۰۱۲

میکا لونزون (عبری: מיכה לבינסון‎) بازیگر و کارگردان تئاتر اهل کشور اسرائیل است. وی متولد شهر اورشلیم است. این هنرمند فارغ‌التحصیل رشتهٔ موسیقی از هنرستان تل‌آویو است. میکا در زمینهٔ کارگردانی تئاتر در آمریکا نیز تحصیل نموده است. پس از بازگشتش از آمریکا به اسرائیل در دههٔ ۸۰ میلادی، تاکنون بیش از ۵۰ اثر تئاتر را کارگردانی کرده است و در زمینهٔ تئاتر جوایز مختلفی را برنده شده است.